# José Cesário de Miranda Ribeiro
José Cesário de Miranda Ribeiro, Visconde de Uberaba (Ouro Preto, 1 de julho de 1792 — 7 de maio de 1856), foi um magistrado e político brasileiro.

## Vida
Filho de Teotônio Maurício de Miranda Ribeiro, casado com Antônia Luisa de Negreiro Sayão Lobato. Casou com Maria José Monteiro de Barros (25 de maio de 1836), filha de Romualdo José Monteiro de Barros, o Barão de Paraopeba (Congonhas — 16 de dezembro de 1855), casado com Francisca Constança Leocádia da Fonseca, ou "... Constancia Leocadia de Affonseca" (3 de setembro de 1773, batizada em 21 de setembro de 1773, m.?), natural da Freguesia da Candelária, no Rio de Janeiro.
Era membro do clã dos Monteiro de Barros. Avô de José Cesário de Miranda Ribeiro.
Foi deputado geral, presidente da província de São Paulo, ministro do Supremo Tribunal da Justiça, conselheiro de Estado e senador do Império do Brasil de 1844 a 1856.